# Heteropoda venatoria
Heteropoda venatoria este o specie de păianjeni din genul Heteropoda, familia Sparassidae. A fost descrisă pentru prima dată de Linnaeus, 1767.

## Subspecii
Această specie cuprinde următoarele subspecii:
- H. v. chinesica
- H. v. emarginata
- H. v. foveolata
- H. v. japonica
- H. v. maculipes
- H. v. pseudomarginata